# Спаннюм
Спаннюм (нід. Spannum, нід. вимова: [ˈspɑ.nʏm]) — село в нідерландській провінції Фрисландія. Входить до муніципалітету Вадхуке.
Його площа становить 3,33км², а населення станом на 2021 рік складало 255 осіб.
Перша згадка про населений пункт датується 13-им сторіччям.

## Галерея

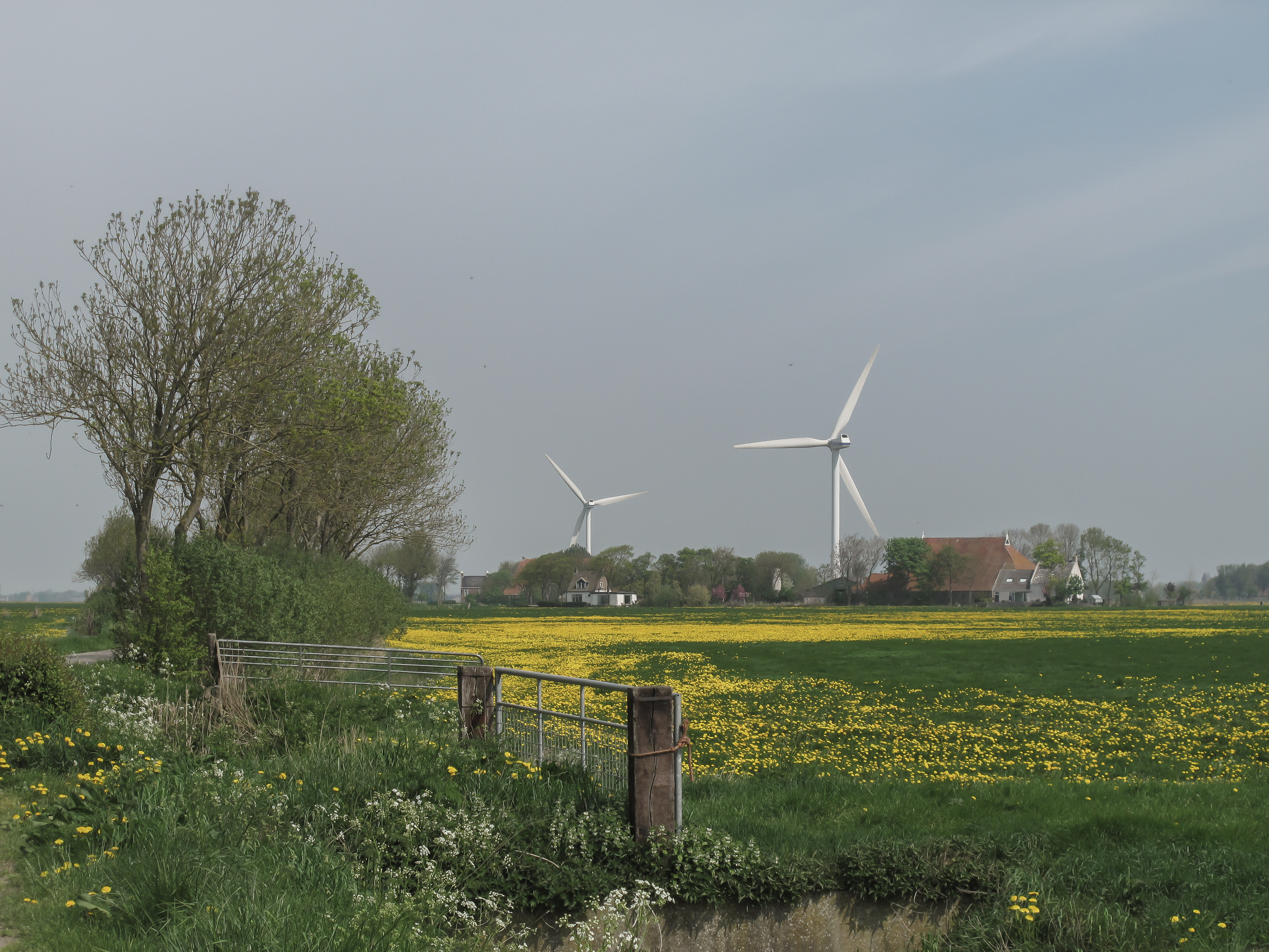
Вид на Спаннюм
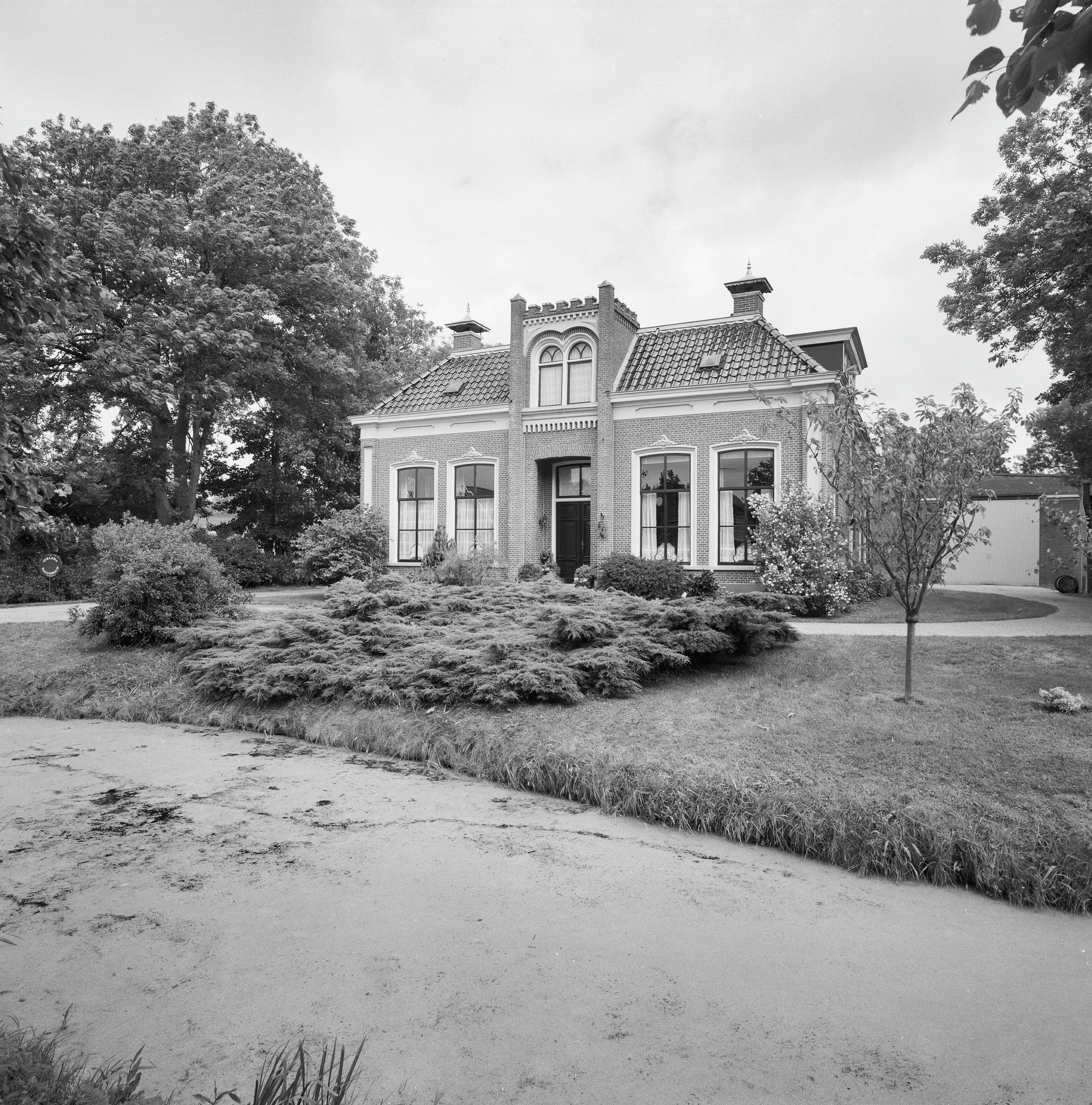
Будівля колишньої школи